# Latrunculia multirotalis
Latrunculia multirotalis är en svampdjursart som beskrevs av Topsent 1927. Latrunculia multirotalis ingår i släktet Latrunculia och familjen Latrunculiidae. Inga underarter finns listade i Catalogue of Life.